# Brienne-la-Vieille
Brienne-la-Vieille [bʁijɛn la vjɛj] ist eine französische Gemeinde mit 386 Einwohnern (Stand 1. Januar 2022) im Département Aube in der Region Grand Est; sie gehört zum Arrondissement Bar-sur-Aube und zum Kanton Brienne-le-Château. Die Gemeinde liegt an der Aube zwischen Brienne-le-Château, zwei Kilometer nördlich, und Dienville, knapp fünf Kilometer südlich.

## Bevölkerungsentwicklung
| Jahr      | 1962 | 1968 | 1975 | 1982 | 1990 | 1999 | 2006 | 2018 |
| Einwohner | 412  | 456  | 404  | 486  | 447  | 420  | 443  | 417  |

## Sehenswürdigkeiten

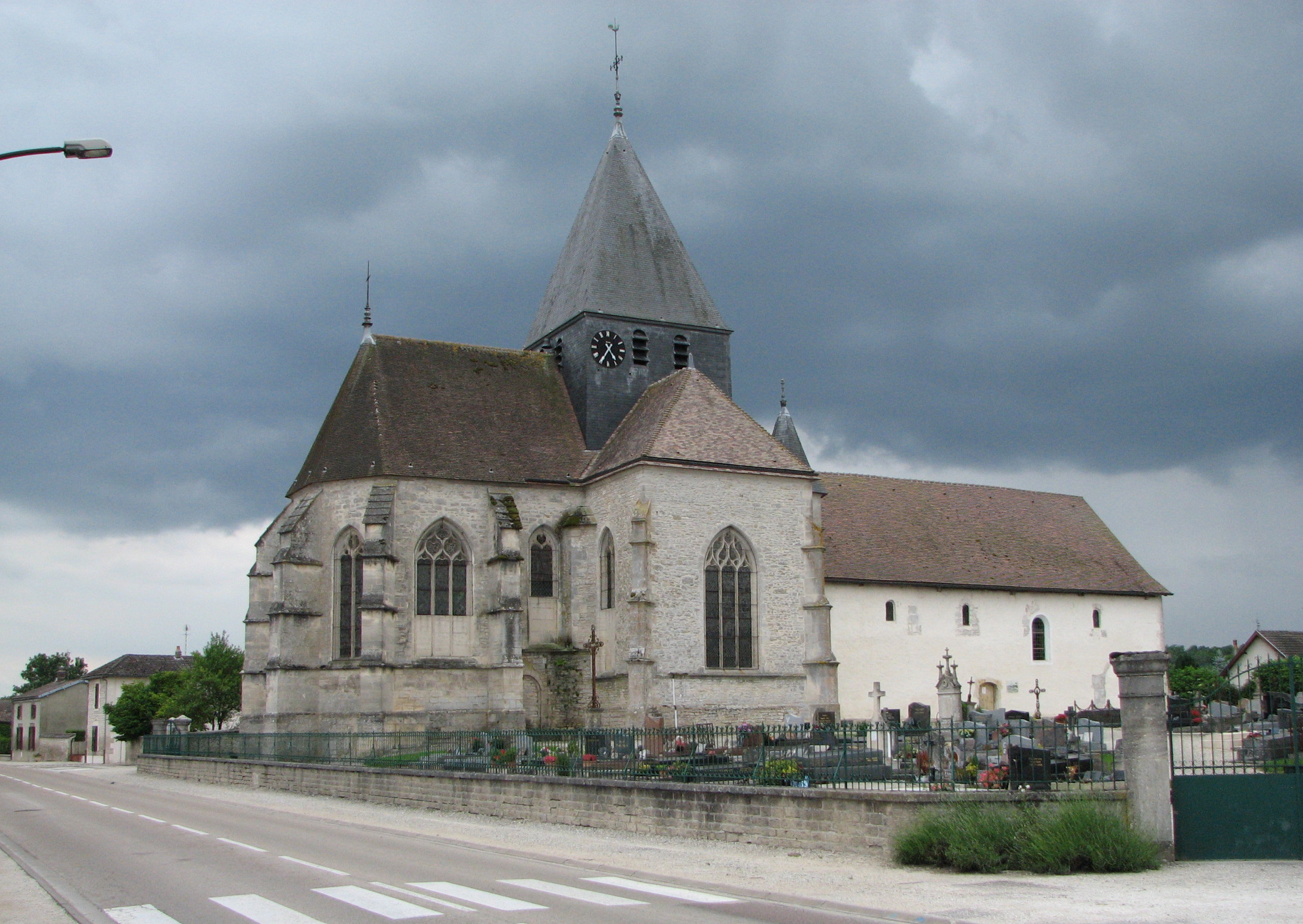
Kirche Saint-Pierre-aux-Liens

- Das Kloster Notre-Dame de Basse-Fontaine (Bassefontaine) war von 1143 bis 1773 eine Prämonstratenserabtei, von der noch Reste erhalten sind.

## Persönlichkeiten
- Louis-Guy de Guérapin de Vauréal (1688–1760), Bischof von Rennes, seit 1749 Mitglied der Académie française